# Sinne
| Sinne |
| --- |
| De fem sinnena, serie av målningar av Hans Makart (1872–1879). - Betydelse – djurs förmåga att omvandla retningar till upplevelser - Funktion – ge uppfattning om omvärlden, för bl.a. utforskande, överlevnad och njutning - Traditionellt antal – syn, hörsel, känsel, lukt och smak - Andra sinnen – balanssinnet |

Sinnen är hos djur (inklusive människan) förmågan att förvandla olika slags retningar till upplevelser. Traditionellt räknar man med fem olika sinnen – syn, hörsel, känsel, lukt och smak. Ibland räknas även balanssinnet in och vissa djur ytterligare ett eller flera.
Sinnesretningarna registreras av olika specialiserade sinnesorgan. Synintryck uppfattas med hjälp av ögats olika delar, och hörsel med hjälp av örat. På huden finns receptorer som är känsliga för exempelvis beröring eller smärta, medan lukten respektive smaken i regel noteras av receptorer i näsan respektive tungan. De olika retningarna ger upphov till nervimpulser, och sinnesnerverna för sedan vidare dessa impulser till kroppens centrala nervsystem (ryggmärgen och hjärnan).

## Definition och antal
Ett "sinne" är generellt en förmåga genom vilken uppfattning av externa stimuli sker. Det kan också indirekt tala för att om mikroorganismer också har sinnen, så är sinnesverksamhet inte kopplat till kognition. Detta är diskutabelt och anknyter till huruvida alla livsformer har någon sorts förmåga till perception. Beteenden hos encellig organismer visar att de har förmåga att avläsa omvärlden och anpassa sig till den, men det betyder inte att de nödvändigtvis har något sinne.
Till följd av olika definitioner av ett sinne är neurologer oense om det exakta antalet sinnen. En definition som skulle kunna godkännas av de flesta är "ett system som består av en sensorisk celltyp eller grupp av celltyper som reagerar för en speciell sorts fysisk energi, och som motsvarar en definierad region eller grupp av regioner i hjärnan där signalerna motas och tolkas." Det finns olika åsikter om hur skiftande cellgrupper exakt skall klassificeras och hur deras regioner i hjärnan ska kartläggas. Sinnena, deras funktion, klassificering, och egenskaper, studeras främst av neurovetenskap, kognitiv psykologi (eller kognitiv vetenskap) och perceptionsfilosofi.
De sinnen som mottar intryck från omvärlden benämns exteroceptorer.
Sinnet (i samma betydelse som engelskans mind) är ett mer svårdefinierat begrepp. Alla vet ungefär vad det är, men olika vetenskaper och skilda religioner kan beskriva det på olika sätt. I vardagsspråket är sinnet ofta synonymt med tanken eller medvetandet och ibland även förnuftet, eller att sinnet utgörs av medveten upplevelse och intelligent tanke. Sinnet använder sinnen som syn, hörsel, känsel, lukt och smak för att inhämta information, men kan även använda tidigare inhämtad information och de känslor som hänger ihop med specifika minnen. I och med att en person inte kan ha allt i klart minne bör sinnet även arbeta med det omedvetna. I sammansättningar förekommer ordet i otaliga begrepp som ofta beskriver egenskaper och tillstånd: "skarpsinne", "affärssinne", "ordningssinne", "detaljsinne", "barnasinne", "djupsinne", "storhetsvansinne", "tungsinne", "egensinne", "lokalsinne", "lättsinne", "vansinne", "sinnesstyrka", "sinnessjuk", "sinnesförvirrad", "sinnesnärvaro", "sinneslugn", "sinnesläge", "sinnesstämning", "sinnesrörelse", "sinnesslö", "sinnessvag", "sinnesundersökning", "sinnesvilla", "sinnesfrid" och "sinnesvärld".

## Människans sinnen
De klassiska fem sinnena – syn, hörsel, känsel, lukt och smak – fastslogs av Aristoteles på 300-talet före Kristus. Ibland räknas även balanssinnet in, och hos vissa andra djur ytterligare något eller några. Aristoteles kände inte heller till i lika hög grad som man gör idag att det kan ske samverkan mellan intryck från olika sinnen. I sådana situationer kan också vissa sinnesintryck dominera.
Människans sinnen finns till dels för att förmedla informationen till denne om både yttervärlden och den själv, något som länge till stor del tillfredsställt dennes behov och dels för att skydda denne, på så sätt att sinnen ger varningssignaler vid fara för hälsan.

### De "fem sinnena"

#### Syn
Syn är förmågan att förnimma elektromagnetisk strålning, ljus, inom vissa frekvensområden med ögat. Det finns de som menar att detta i själva verket är två eller tre sinnen. Den vanligaste åsikten bland neuroanatomister är att det handlar två sinnen, under förutsättning att det är olika receptorer som hanterar uppfattningen av färg, det vill säga ljusets fotonfrekvens, och klarhet, det vill säga amplitud/intensitet – ljusets fotonantal. Det har framförts att stereopsi, djupperception, också är ett skilt sinne, men det betraktas vanligtvis som en kognitiv, alltså postsensorisk, hjärnfunktion som ska ge ny information från sensoriskt tillfört stoff. Det finns forskare som nyligen har velat koppla samman det här är "tredje" sinnet med tidsdimensionen. Något noterat bevis för detta finns ändå inte ännu. Avsaknad av synsinne benämns blindhet.
Ögonen utgör en del av den 3D-skanner som styrs av lilla hjärnan, som läser in fokuserade 3D-objekt.

#### Hörsel
Hörsel är förmågan att förnimma ljudvågor som fortplantar sig genom till exempel luft eller vatten. Detta får trumhinnan att vibrera och vibrationen fortplantar sig till innerörat. Beroende på vilken frekvens ljudet har aktiverar det en motsvarande grupp hårceller i hörselsnäckan. Vilka frekvenser som kan uppfattas står i omvänd proportion till snäckans storlek, sålunda kan vuxna människor uppfatta mellan 20 och 20000 Hz, medan småbarn och mindre djur kan uppfatta betydligt högre frekvenser. Via de båda hörselnerverna går signalerna till hjärnstammen som mäter tidsskillnaden mellan dem för att avgöra från vilken riktning ljudet kommer. Hjärnstammen skickar vidare signalerna till båda hjärnhalvorna.
Även känselsinnet kan registrera vibrationer, och är det enda sättet på vilket hörbara mycket låga frekvenser kan upptäckas. Avsaknad av hörsel benämns dövhet.

#### Smak
Smaksinnet är förmågan att förnimma kemiska substanser via receptorer på tungan. Det finns åtminstone fem typer av sådana receptorer, smaklökar, som reagerar på respektive sött, salt, surt, beskt och umami. Umami blev teoretiserad 1908 och dess existens bekräftades 2000. Till följd av antalet smakreceptorer menar en del anatomister att de i själva verket utgör fem eller eventuellt fler olika sinnen, ifall information förmedlas av olika receptorer till något olika områden av hjärnan. Smaksinnet är det ena av de två grundläggande kemiska sinnena och arbetar jämfört med luktsinnet på kort avstånd och med relativt icke-flyktiga substanser. Avsaknad av smaksinne benämns ageusi.

#### Lukt
Luktsinnet är det andra primära sinnet för att uppfatta kemiska substanser genom att signaler från hundratals olika luktreceptorer som var och en binder till bestämda molekylära karakteristika kombineras. Jämfört med smaksinnet reagerar luktsinnet på större avstånd och på flyktigare substanser. Om man inte ser de olika smaksinnena som separata sinnen kan man på samma sätt påstå att smaksinne och luktsinne skulle betraktas som ett sinne. Det finns många särdrag hos luktmolekyler, vilka sålunda retar specifika receptorer olika starkt. Olfaktorsystemet behandlar lukt i hjärnan. Olfaktorreceptorneuroner i näsan dör och regenereras regelbundet, vilket gör dem olika de flesta andra neuroner. Avsaknad av luktsinne benämns anosmi.

#### Känsel
Känseln är förmågan förnimma mekaniskt tryck på huden, och receptorer för det finns över hela kroppen. Det finns många tryckreceptorer som reagerar på växlingar i tryck. Efter uppövning av känsel i fingrarna kan ett finger registrera en 0,0005 mm hög upphöjning. Känsel kan också ses som det sinne som har störst inverkan på en persons hälsa. Om man inte får tillräckligt med beröring skadas det mentala välbefinnandet. Smärta och temperatur kan räknas som att det känns av känselsinnet, men också att det uppfattas av nociception respektive termoception. Avsaknad eller nästan total avsaknad av känselsinne benämns anestesi.

### Andra sinnen

#### Balans
Balanssinnet, det vestibulära sinnet, är sinnet för förnimmelse av position eller acceleration och uppfattas genom håligheter i innerörat som innehåller vätska. Det är uppdelat i två delar, det ena kan kallas accelerationssinnet, eftersom det mäter den acceleration huvudet utsätts för, till exempel gravitationen. Den andra registrerar huvudets förhållande till lodlinjen med hjälp av så kallade otolitorgan. Forskarna är inte ense om att det här också innefattar sinnet för orientering. Hjärnstammen justerar reflexmässigt ögonmusklerna för att stabilisera bilden. En allmän uppfattning är ändå att ”riktning” är en postsensorisk kognitiv hjärnfunktion.

#### Övrigt
Termoception är sinnet för uppfattning av värme och kyla, genom huden, bland annat med interna hudgångar. Det finns till viss del olika åsikter om hur många sinnen det här i själva verket handlar om, eftersom termoceptorerna i huden är ganska olika i jämförelse med homeostatiska termoceptorer som reagerar på invärtes kroppstemperatur.
Nociception innebär kroppens uppfattande av det som senare blir medvetet som smärta. Det kan klassificeras, beroende på metod för detsamma, som ett, två eller tre sinnen. Det finns tre typer av smärtreceptorer: kutana (i huden), somatiska (i leder och benhinnor) och viscerala (i organkapslar, exempelvis hjärnhinnan och hjärtsäcken ). Länge trodde man att smärta var att tryckreceptorer överbelastades, men forskning under 1900-talets första hälft kom fram till att smärta är ett skilt fenomen som sammanflätas med alla andra sinnen, också känsel. Nuförtiden menas smärta enligt vetenskapen vara en helt och hållet subjektiv upplevelse.
Proprioception, det kinestetiska sinnet, är sinnet för uppfattning av den egna kroppen med receptorer som återfinns i muskler, leder och senor. Dess sensorer registrerar kontinuerligt hudens, musklers och senors sträckning och spänning så att centrala nervsystemet har information om var kroppsdelarna befinner sig. Det är ett sinne som inte är väldigt känt bland människor utanför forskningsvärlden, men som folk sätter stor tillit till. Proprioception är att ständigt, men i visst avseende omedvetet, vara medveten om var de olika delarna av kroppen finns. Proprioception och känsel hör samman på små områden, och om de försvagas blir resultatet att perception och handlande får överraskande och djupa brister. Däremot har en bläckfisk ingen eller begränsad proprioception på grund av de komplicerade former som deras tentakler kan forma.
Proprioception är synonymt med koordinatmåttsättning. Alla sinnesceller koordinater i 3D är ständigt kända och möjliggör till exempel handens objektsinne.
Interoceptorer är sinnet för avkänning av den egna kroppens inre fysiologi. I kroppen finns sensorer som kontinuerligt mäter blodsocker, blodtryck, kroppstemperatur och liknande fysiologiska variabler.

## Icke-mänskliga sinnen

### Analoga med mänskliga sinnen
Andra organismer har receptorer för att uppfatta världen omkring dem, innefattande många av sinnena listade ovan för människor. Emellertid varierar mekanismerna och förmågorna stort.
- Lukt: Bland icke-mänskliga arter, har hundar ett mycket skarpare luktsinne än människor, även om mekanismen är liknande. Insekter har olfaktoreceptorer på sina antenner.
- Syn: Näsgropsormar och en del boaormar har organ som gör det möjligt för dem att upptäcka infrarött ljus, så att de här ormarna kan uppfatta kroppsvärmen hos sitt byte. Vampyrarten Desmodus rotundus kan också ha en infraröd sensor på sin nos.[9] Infraröda sinnen, är emellertid bara syn inom ett annorlunda ljusfrekvensomfång. För människor börjar föremål glöda vid 500 C, medan det hos ett djur med infrarödsyn kan börja glöda redan vid 30 C. Det har upptäckts att fåglar och en del andra djur är tetrakromater och har förmågan att se i ultraviolett ner till 300 nanometer. Bin är också kapabla att se i ultraviolett.
- Balanssinne: Kammaneter har en balansreceptor (en statocyst) som fungerar mycket annorlunda än däggdjurens halvcirkulära kanaler.

### Icke-analoga med mänskliga sinnen
Förutom detta har en del djur sinnen som människor inte har, innefattande de följande:
- Elektroception (eller "elektroreception"), det mest signifikanta av de icke-mänskliga sinnena, är förmågan att upptäcka elektriska fält. Ett flertal benfiskar, broskfiskar och kloakdjur har utvecklat förmågan att känna av förändringar i elektriska fält i sin omedelbara närhet. En del fiskar känner passivt förändring nära elektriska fält; en del genererar sina egna svaga elektriska fält, och känner av mönstret hos fältmöjligheter över sin kroppsyta; och en del använder de här elektriska fältgenererande och uppfattande förmågorna för social kommunikation. Mekanismerna genom vilka elektroceptiva fiskar bildar en spatial representation från väldigt små skillnader i fältpotentialer involverar jämförelser av taggbundenheter från olika delar av fiskkroppar. Den enda ordningen av däggdjur som veterligen uppvisar elektroception är kloakdjur. Bland dessa däggdjur har näbbdjuret det mest välutvecklade sinnet för elektroception. [10] Body modification entusiaster har experimenterat med magnetiska implantat för att försöka kopiera detta sinne[11], emellertid kan människor (och troliga andra däggdjur) i allmänhet upptäcka elektriska fält bara indirekt genom att spåra effekterna de har på hår.  En elektriskt laddad ballong, till exempel, kommer att utöva en kraft på hår på en människas arm, vilket kan kännas genom känsel och identifieras som kommande från en statisk laddning (och inte från vind eller liknande). Det här är emellertid inte elektroception eftersom det är en post-sensorisk kognitiv effekt.
- Sonar är förmågan att avgöra orientering i förhållande till andra objekt genom tolkning av reflekterat ljud. Fladdermöss och valar är kända för att ha den här förmågan, även om också andra djur använder den. Den används oftast för att navigera under dåliga ljusförhållanden eller för att identifiera och spåra upp byten. För tillfället är det osäkert om det här helt enkelt är en högt utvecklad post-sensorisk tolkning av auditiva perceptioner eller i själva verket utgör ett skilt sinne. Lösning till frågeställningen kommer att kräva hjärnröntgen av djur samtidigt som de faktiskt utför ekolokation, en uppgift som har visat sig vara svår att utföra i praktiken. Blinda människor rapporterar att de kan navigera genom att tolka reflekterade ljud (speciellt sina egna fotsteg), ett fenomen som är känt som mänsklig ekolokation.
- Magnetoception (eller "magnetoreception") är förmågan att upptäcka fluktuationer i magnetiska fält och iakttas mest allmänt hos fåglar, även om det också har observerats hos insekter som bin. Även om det inte råder någon tvist om att det här sinnet finns hos många fåglar (det är essentiellt för navigationsförmågorna hos flyttfåglar), är det inte ett välförstått fenomen.[12] Det finns experimentella och fysiska bevis som talar för att det sinnet finns i svag form hos människor. Magnetotaktiska bakterier bygger miniatyrmagneter inuti sig själva och använder dem för att avgöra sin orientering i förhållande till Jordens magnetfält.
- Tryckupptäckande använder sidolinjeorganet, som är ett tryckkänsligt system av hår återfunnet hos fiskar och en del vattenlevande groddjur. Det används huvudsakligen vid navigation, jakt, och simning i stim.
- Polariserat ljusriktningsupptäckande används av bin för att orientera sig, speciellt i molnigt väder.

## Sinnena och intelligens
Howard Gardner utgick ifrån forskning om hur kreativitet tar sig uttryck hos olika individer vid sin beskrivning av de multipla intelligenserna: visuell, musikalisk, logisk/matematisk, lingvistisk, rörelse, naturalistisk (upptäckt senare än de övriga), kinestetisk, intrapersonell och interpersonell intelligens. Största delen av dessa svarar mot bestämda sinnen och om Rudolf Steiners högre sinnen gällande språk, tänkande och ego tas med gäller detta faktiskt alla intelligenserna. Det är möjligt att andra sinnen (smak, lukt) likaså kan kopplas till skilda intelligenser, Gardner har sagt att hans sökande efter ytterligare intelligenser fortsätter. Sålunda tycks intelligens och sensorisk perception vara nära relaterade till varandra. Guy Murchie har tänkt sig att det kan finnas över 30 sinnen, varibland tidssinne och sinne för rädsla kan nämnas.